# Доналд Плезенс
 Доналд Хенри Плезенс  (енгл. Donald Henry Pleasence; 5. октобар 1919 – 2. фебруар 1995) је био енглески глумац. Најпознатији је по улози др Сема Лумиса у филмском серијалу Ноћ вештица.
Плезенс је тумачио и највећег непријатеља Џејмса Бонда, Ернеста Ставроа Блофелда у филму Само двапут се живи. 1978. године номинован је за Награду Еми, која се сматра еквивалентном Оскару у телевизијској продукцији. У току своје каријере Плезенс је често сарађивао с филмским редитељем Џоном Карпентером и тумачио је главне улоге у неким од најпознатијих Карпентерових филмова као што су: Ноћ вештица, Ноћ вештица 2, Бекство из Њујорка и Принц таме.
Године 1959, Плезенс је награђен БАФТА наградом.
Од свих глумаца из филмског серијала Ноћ вештица, Плезенс има главну улогу у највише филмова и његов лик (др Лумис) постао је један од највећих хероја у историји хорор филма.

## Филмографија
| Улоге Доналда Плезенса |                                           |                                           |                       |                       |
| Година                 | Српски назив                              | Изворни назив                             | Улога                 | Напомена              |
| 1955                   | Вредност за новац                         | Value for Money                           | Лимпи                 |                       |
| 1956                   | 1984                                      | 1984                                      | Р. Парсонс            |                       |
| 1956                   | Црни шатор                                | The Black Tent                            | Али                   |                       |
| 1958                   | Прича о два града                         | A Tale of Two Cities                      | Џон Барсадт           |                       |
| 1962                   | Зона сумрака                              | The Twilight Zone                         | проф. Елис Фоулер     | ТВ серија             |
| 1963                   | Велико бекство                            | The Great Escape                          | Колин Блајт           |                       |
| 1963                   | На граници могућег                        | The Outer Limits                          | проф. Харолд Финли    | ТВ серија             |
| 1967                   | Фантастично путовање                      | Fantastic Voyage                          | др Мајклс             |                       |
| 1967                   | Само двапут се живи                       | You Only Live Twice                       | Ернест Ставро Блофелд |                       |
| 1974                   | Црна ветрењача                            | The Black Windmill                        | Кедрик Харпер         |                       |
| 1976                   | Земља Минотаура                           | Land of the Minotaur                      | отац Рооше            |                       |
| 1976                   | Орао је слетео                            | The Eagle Has Landed                      | Хајнрих Химлер        |                       |
| 1977                   | Исус из Назарета                          | Jesus of Nazareth                         | Мелхиор               | ТВ серија             |
| 1978                   | Ноћ вештица                               | Halloween                                 | др Семјуел Лумис      |                       |
| 1979                   | Дракула                                   | Dracula                                   | др Џек Сјуард         | Награда Сатурн (ном.) |
| 1980                   | Ноћ вештица: Продужено издање             | Halloween: Extended Edition               | др Семјуел Лумис      | додатне сцене         |
| 1981                   | Бекство из Њујорка                        | Escape from New York                      | председник САД        |                       |
| 1981                   | Ноћ вештица 2                             | Halloween II                              | др Семјуел Лумис      | Награда Сатурн (ном.) |
| 1981                   | Уживо суботом увече                       | Saturday Night Live                       | гост                  | еп: Доналд Плезенс    |
| 1985                   | Феномен                                   | Phenomena                                 | Џон Мекгрегор         |                       |
| 1987                   | Принц таме                                | Prince of Darkness                        | свештеник             |                       |
| 1988                   | Ноћ вештица 4: Повратак Мајкла Мајерса    | Halloween 4: The Return of Michael Myers  | др Семјуел Лумис      |                       |
| 1989                   | Ноћ вештица 5: Освета Мајкла Мајерса      | Halloween 5: The Revenge of Michael Myers | др Семјуел Лумис      |                       |
| 1990                   | Жив сахрањен                              | Buried Alive                              | др Шефер              |                       |
| 1995                   | Ноћ вештица 6: Проклетство Мајкла Мајерса | Halloween: The Curse of Michael Myers     | др Семјуел Лумис      | филм му је посвећен   |
| 1996                   | Фатални оквири                            | Fatal Frames                              | професор Робертсон    | последња улога        |
| 1998                   | Ноћ вештица 7: Двадесет година касније    | Halloween H20: 20 Years Later             | др Семјуел Лумис      | фотографија           |
| 2018                   | Ноћ вештица 11: суочи се са судбином      | Halloween                                 | др Семјуел Лумис      | слика                 |
| 2021                   | Ноћ вештица 12: Убиства Ноћи вештица      | Halloween Kills                           | др Семјуел Лумис      | архивски снимци       |